# Будинок Сумської облдержадміністрації

Будівля Сумської обласної державної адміністрації та Сумської міської ради

Будинок Сумської облдержадміністрації — адміністративна будівля у місті Суми, в якій розміщується Сумської обласної державної адміністрації та Сумської міської ради. Збудована у 1979 році за проєктом архітектора О. Вірченка для сумського обласного комітету Компартії України і сумського облвиконкому. Розташовується на майдані Незалежності, 2.
Восьмиповерхова будівля домінує в забудові. Його дугоподібно вигнутий фасад протяжністю понад сто метрів створює глибину площі. Вільний політ плавно зігнутих ліній карнизів, віконних отворів, протяжність сходів вхідного майданчика, переливи світлотіні на площині фасаду, що змінюються протягом дня, роблять будівлю величною і урочистою. Офіційність будинку підкреслює чітка ритмічність фасаду. До основного об'єму примикає двоповерхова будівля конференц-залу, що замикає перспективу вулиці Соборної при підході до майдану з півдня. У обробці використано скло, метал, граніт.